# Phare de Waukegan Harbor

Le phare de Waukegan Harbor (en anglais : Waukegan Harbor Light), est un phare situé  au port de Waukegan, sur le lac Michigan dans le comté de Lake, Illinois.

## Historique
Ce phare a été construit en 1889 et a été déplacé lorsque la jetée a été agrandie au début du XXe siècle, en 1905. À cette époque, un bâtiment de signal de brume a été ajouté à la tour.
Un grave incendie s'est déclaré en 1967. Alors que la tour en fonte n'était pas endommagée, le reste de la structure, la lumière et le signal de brume ont été détruits. La lanterne et les restes de la maison du signal de brume ont été retirés à ce moment-là, de sorte que le phare ressemble maintenant à peu près à ce qu'il était avant l'extension de la jetée. Il reste une lumière active, détenue et entretenue par la Garde côtière américaine .

## Description
Le phare  actuellement est une tour cylindrique en fonte de 10,5 m de haut, avec galerie et sans lanterne, en bout de la jetée. Le bâtiment est peint en blanc avec une bande verte couvrant le tiers supérieur. 
Son feu à occultations émet, à une hauteur focale de 11 m, un long éclat vert de 3 secondes par période de 4 secondes. Sa portée est de 14 milles nautiques (environ 26 km). Il est aussi équipé d'une corne de brume émettant deux souffles toutes les 30 secondes.

## Caractéristiques dufeu maritime
Fréquence : 4 secondes (G)
- Lumière : 3 secondes
- Obscurité : 1 seconde

Identifiant : ARLHS : USA-875 ; USCG :  7-20315 .

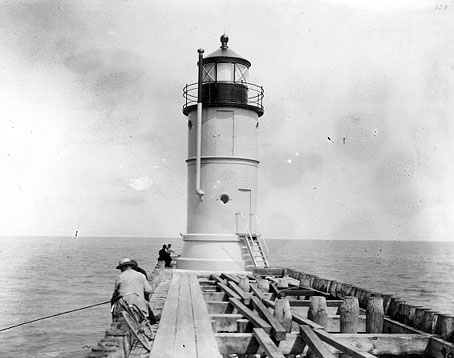
Le phare avant 1904 et l’extension de la jetée.

### Lien connexe
- Liste des phares de l'Illinois